# 계속자료
계속자료(continuing resource; 繼續資料)는 기록매체의 종류와 관계없이 종간(終刊)을 예정하지 않고 간행되는 모든 유형의 자료이며, 연속간행물의 상위 개념이다.
크게 연속간행물과 갱신통합자료(ongoing integrating resources)로 구분할 수 있다.

## 개념
갱신통합자료는 어떤 자료에서 고쳐지나 바뀌거나 덧붙여질 경우 바뀔 내용이 본래 내용과 별개로 존재하지 않고, 바뀌거나 고쳐짐에 따라 전체로서 하나로 통합되는 자료이다. 종래의 목록규칙에서는 모든 자료를 단행자료와 연속간행물 2개로 구분하여 그 각각에 대응하는 규정을 정했으나, 이전부터 가제식(加除式) 자료처럼 시간이 지남에 따라 기록이 고쳐지거나 지워지고, 기록매체가 빠지거나 더해지는 등 취급 곤란한 자료는 존재해 왔었다. 또한 데이터베이스와 웹사이트를 목록 대상으로 고려할 경우 갱신된 내용을 적절하게 기록하기 위한 새로운 방안이 필요하게 되었다. 이런 갱신통합자료는 계속성에서 연속간행물과 성격은 동일하나, 양자를 포괄하는 개념으로서 계속자료가 생겨났다.

## 종류
- 연속간행물
- 정기간행물(periodicals)
- 부정기간행물(non-periodical)
- 총서(series) - 이 경우 총서는 연속간행물, 또는 부정기간행물의 일종이다.
- 뉴스레터 및 회보(bulletin)
- 각종 연보, 연감(almanac;chronology; year book)
- 갱신통합자료
- 갱신되는 가제식 자료(Updating loose-leafs)
- 갱신되는 데이터베이스(Updating database)
- 갱신되는 웹사이트(Updating Web sites)

## 같이 보기
- 연속간행물
- 정기간행물